# Balduino VII de Flandes

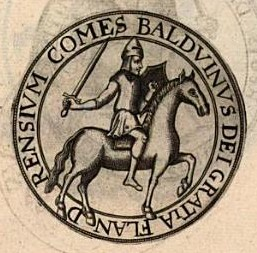
Balduino VII de Flandes

Balduino VII de Flandes (1093-17 de julio de 1119) fue conde de Flandes desde 1111 hasta 1119.

## Vida

### Relaciones familiares
Balduino  era hijo del conde Roberto II de Flandes y de Clemencia de Borgoña. Dos de sus tíos maternos fueron el que sería futuro papa Calixto II y Raimundo de Borgoña, conde de Coímbra y marido de la futura reina Urraca I de León. En consecuencia, Balduino y más tarde el rey Alfonso VII de León y Castilla —hijo de Raimundo y Urraca— fueron primos hermanos. Otros dos primos hermanos de Balduino fueron Amadeo III de Saboya y Guillermo V de Montferrato, ambos hijos de una de sus tías maternas, Gisela de Borgoña, cuyo primer marido había sido Humberto II de Saboya (padre de Amadeo III ) y cuyo segundo marido fue Rainiero de Montferrato (padre de Guillermo V).

### Reinado como conde y muerte
Balduino sucedió a su padre como conde de Flandes, cuando murió, el 5 de octubre de 1111. Sólo con dieciocho años de edad, el nuevo conde solicitó el asesoramiento de su primo, Carlos el Bueno, que más tarde también será conde de Flandes, y que era varios años mayor. Fue Balduino quien arregló el matrimonio de Carlos con la heredera del condado de Amiens, Margarita de Clermont, en 1118.
Murió después de ser herido en la batalla de Bures-en-Bray, donde estaba luchando contra Enrique I de Inglaterra, en nombre de Luis VI de Francia. Cuando se estaba muriendo, Balduino declaró a su primo Carlos su heredero. Carlos se convirtió en el nuevo conde de Flandes después de su muerte.

### Matrimonio
En 1105, Balduino se casó con Havoise (también llamado Havide), hija de Alano IV de Bretaña. El novio tenía doce años, y la novia, sólo nueve. La unión, con toda probabilidad, nunca fue consumada. El matrimonio fue anulado por el papa Pascual II por razones de endogamia, pero también por motivos políticos, ya que las coaliciones habían cambiado: Bretaña entonces se había aliado con el rey de Inglaterra, mientras que Flandes se había aliado con el rey de Francia. La pareja se divorció en 1110. Ninguno de los dos volvió a casar. Balduino y Havide no tuvieron hijos.